# Saint-Jean-des-Baisants
Saint-Jean-des-Baisants è un comune francese di 1 213 abitanti situato nel dipartimento della Manica nella regione della Normandia.

## Società

### Evoluzione demografica
Abitanti censiti